# Jean Mioduszewski
Jean Mioduszewski, né le 24 juin 1831 à Popowo (en Podolie) et mort en 1906 ou en juin 1910 à Saint-Petersbourg, est un peintre polonais.

## Biographie
Jean Faustin Mioduszewski est le fils de Joseph Mioduszewski et Marie Thérèse Popowska.
Élève de Carl Timoleon von Neff à l'Académie des Beaux-Arts de Saint-Pétersbourg, il expose au salon parisien entre 1865 et 1879.
En 1868, il réalise une vue de l'hôtel de ville parisien.
En 1873, malade de corps, mais sain d'esprit, il épouse in extremis Marie Joséphine Gilles; le graveur polonais Antoni Oleszczyński est témoin du mariage.
En 1899, il peint une vaste composition: L'Arrivée des souverains russes à Paris.
En 1904, il réalise une exposition au palais Nischkine.